# Hassan Ngeze
Hassan Ngeze (Gisenyi, districte de Rubavu, 25 de desembre de 1957) és un periodista de Ruanda conegut per difondre propaganda anti-tutsi i de superioritat Hutu a través del seu periòdic, Kangura, que va fundar el 1990. Ngeze va ser membre fundador i figura dirigent de la Coalició per la Defensa de la República (CDR), un partit polític ruandès de poder hutu conegut per ajudar a instigar el genocidi.
Ngeze és més conegut per haver publicat els Deu manaments hutu a l'edició de desembre de Kangura el 1990, essencials per crear i difondre el sentiment anti-tutsi entre els hutus ruandesos que van conduir al genocidi ruandès.

## Biografia
Hassan Nzege és un musulmà d'ètnia hutu. A més de treballar com a periodista el 1978, Ngeze suposadament també va guanyar diners com a conductor d'autobusos.

### Kangura, elsDeu Manaments Hutui RTLM
Ngeze va ser el redactor en cap de la revista bimestral Kangura, que inicialment es va concebre com a contrapès al popular diari antigovernamental Kanguka, i va ser finançat per alts càrrecs del partit MRND de Juvénal Habyarimana. Ngeze i la seva revista tenien vincles extensos amb l'akazu, la xarxa d'oficials que envoltaven el president i la seva esposa, Agathe Habyarimana; aquest grup va incloure partidaris de poder hutu i els arquitectes del genocidi ruandès.
Al desembre de 1990, Ngeze va publicar els "Deu Manaments Hutu" (a vegades denominat "Deu manaments dels Bahutu") a "Kangura", que feia observacions despectives sobre els tutsis en general i les dones tutsis en particular. Amb els "Deu Manaments Hutu", Ngeze va reviure, revisar i reconciliar el mite camític (els tutsis eren considerats pels europeus com una "raça camítica" superior a les poblacions "negroïdes" de l'Àfrica subsahariana a partir de les seves característiques facials més caucasoïdes, és a dir, la idea que els tutsis eren invasors estrangers i, per tant, no han de formar part del país de majoria hutu) i la retòrica de la revolució ruandesa per promoure una doctrina de la puritat hutu militant. Els "Deu Manaments Hutu" van ser essencials per crear i difondre el sentiment anti-tutsi entre els hutus ruandesos que van conduir al genocidi ruandès.
El 1993, Ngeze es va convertir en un accionista i corresponsal de la recentment fundada Radio Télévision Libre des Mille Collines (RTLM), que era en gran part un equivalent en ràdio a "Kangura". Va ser entrevistat aproximadament vuit vegades amb RTLM.

### Genocidi
Durant el genocidi ruandès, Ngeze va proporcionar a RTLM noms de persones que havien de ser assassinades a la seva prefectura, que es van emetre a les ones. Va ser entrevistat per RTLM i Radio Rwanda diverses vegades entre abril i juny de 1994, i en aquestes emissions va demanar l'extermini dels tutsis i hutus oposats al govern.
Al mateix temps, Kangura va publicar llistes de persones que serien eliminades pels militars i les milícies Interahamwe i Impuzamugambi durant el genocidi.
Es diu que Ngeze havia supervisat i participat personalment en tortura, violació en massa, i assassinats a la seva prefectura nativa de Gisenyi. També va ser un organitzador de la milícia Impuzamugambi.

### Judici i empresonament
Ngeze va fugir de Ruanda al juny de 1994, quan el país va caure en mans del Front Patriòtic Ruandès (RPF). Va ser arrestat a Mombasa el 18 de juliol de 1997, i va ser sentenciat a cadena perpètua el 2003, pel Tribunal Penal Internacional per a Ruanda. El 2007, la Cambra d'Apel·lacions de l'ICTR va revocar algunes de les seves acusacions, però va confirmar altres. També va canviar la condemna a la perpètua a una de 35 anys de presó.
El 3 de desembre de 2008 va ser enviat a Mali per complir la pena de presó.